# El curioso impertinente

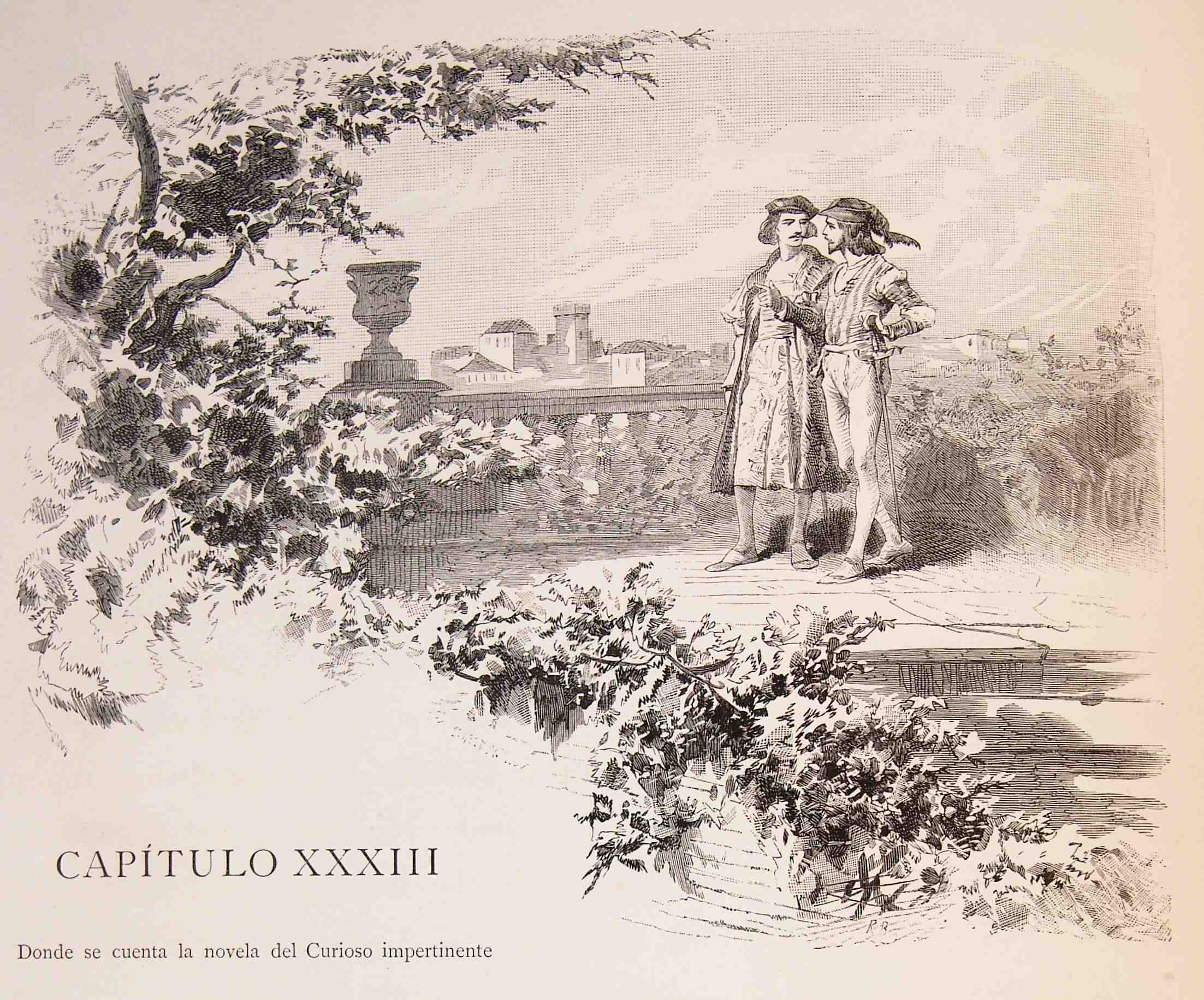
Anselmo y Lotario

El curioso impertinente es una novela corta, del mismo estilo que las Novelas ejemplares, intercalada por Miguel de Cervantes en la primera parte de Don Quijote (I, 33). Es leída por el cura Pero Pérez en la venta de Palomeque.

## Argumento

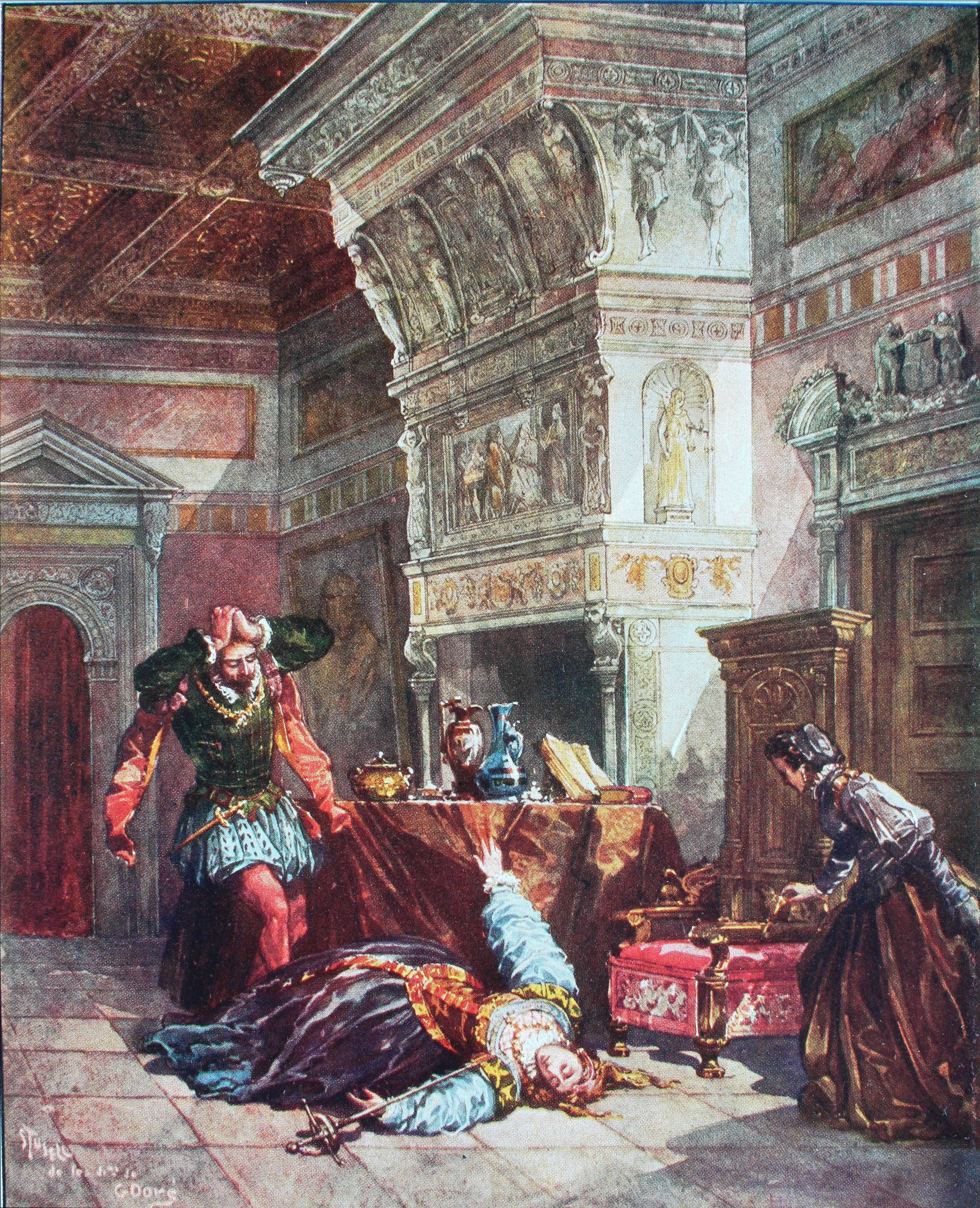
Lotario, Camila y Leonela

Ambientado en Florencia, el relato refiere la historia de dos amigos llamados Lotario y Anselmo, y de la esposa de este, Camila. Anselmo, presa de una impertinente curiosidad, pide a Lotario que corteje a Camila, para saber si esta le es fiel. Al principio, Camila rechaza indignada las pretensiones de Lotario, y Anselmo queda muy satisfecho de la fidelidad de su mujer, pero decide que Lotario insista. Al fin, Lotario y Camila se convierten en amantes, mientras Anselmo continúa convencido de la lealtad de ambos. Una circunstancia imprevista hace, sin embargo, que se descubra toda la verdad, Camila huye de su casa, y Anselmo muere de pesar al momento de escribir la causa de su muerte.

## Fuentes y desarrollos posteriores

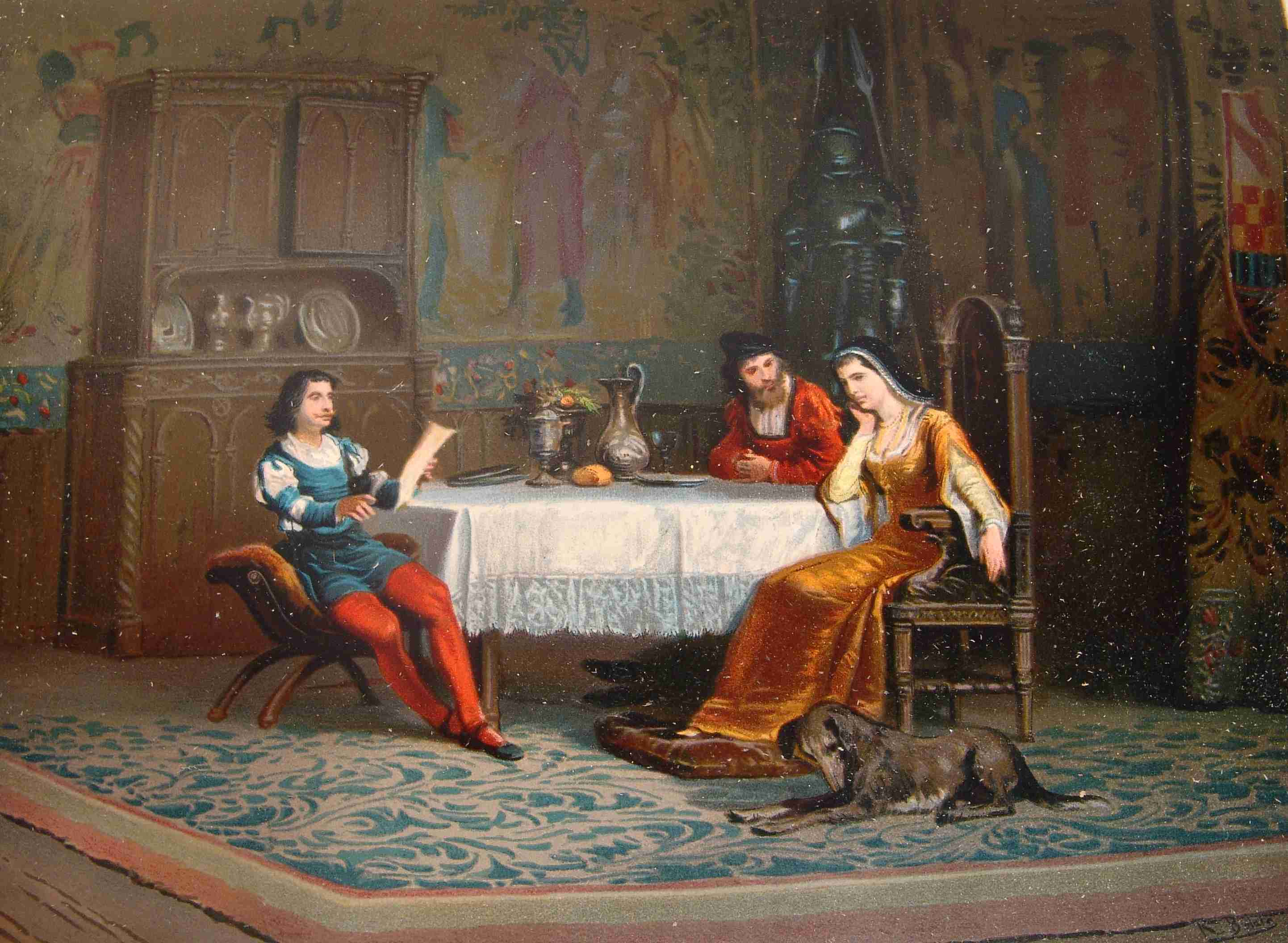
Escena de «El curioso impertinente»